# Nadační fond
Nadační fond je typ fundace. Lze je definovat jako nezávislé subjekty finanční povahy založené za účelem podpory veřejně prospěšných aktivit a projektů. Jako nový právní institut byly zavedeny do českého právního řádu v roce 1998 jako alternativa k nadacím. Na rozdíl od nadací nemusí mít nadační fondy trvalý charakter a výnosnou povahu.

## Účel nadačního fondu
Zakladatel zakládá nadační fond k trvalé službě účelu užitečnému společensky nebo hospodářsky. Určení účelu nadačního fondu představuje jeden ze základních projevů tzv. fundační svobody zakladatele. Je důležitý a zároveň velmi obtížně definovatelný. Vždy je nutné jej odlišovat od motivů a pohnutek, které jsou relevantní pouze, pokud jsou objektivizovány ve vlastním projevu vůle zakladatele.

## Právní zakotvení
Od 1. ledna 2014 upravuje problematiku nadačního fondu občanský zákoník v § 394–401. Dříve byly nadační fondy regulovány zákonem o nadacích a nadačních fondech, který vymezoval nadační fond jako účelové sdružení majetku zřízené a vzniklé podle tohoto zákona pro dosahování obecně prospěšných cílů. Název nadačního fondu musí obsahovat slova „nadační fond“.

## Založení a vznik nadačního fondu
Dle § 397 občanského zákoníku nadační fond vzniká dnem zápisu do veřejného rejstříku. Tímto rejstříkem je nadační rejstřík.
Nadační fond je fundací soukromého práva, k jehož založení dochází jednostranným právním jednáním zakladatele. Taktéž nadační fond založený pro případ smrti vzniká až konstitutivním zápisem do nadačního rejstříku. Návrh na zápis lze podat v listinné nebo elektronické podobě.
Nadační fond se zakládá zakládací listinou nebo pořízením pro případ smrti. K založení dochází vždy jednostranným právním jednáním – zakládací listinou (i když je zakladatelů více). V nadační listině je nutno uvést výši nadačního kapitálu a určit správce vkladů. V nadační listině je možné povolit nebo vyloučit některé činnosti (např. podnikání, změnu právní formy atd.). Opouští se princip nezměnitelnosti nadační listiny - možnost změny by měla být určena nadační listinou. Jednání mezi založením a vznikem je přisuzováno tomu, kdo jej učiní - nadace či nadační fond mohou po svém vzniku účinky těchto jednání převzít. Za podmínek stanovených v občanském zákoníku může mít nadační fond v názvu jméno člověka či název jiné právnické osoby.

## Výhody nadačního fondu
Mezi pozitiva nadačního fondu patří:
- K dosahování účelu, pro který byl nadační fond zřízen, používá veškerý svůj majetek.
- Nadační fond nemusí splňovat předpoklad trvalého výnosu.
- Minimální výše vkladu není zákonem stanovena, ale je ponechána na vůli zřizovatele.
- Osvobození od daně z příjmů právnických osob, daně dědické a darovací.

## Orgány nadačního fondu
Podstatná část právní úpravy orgánů nadace a nadačního fondu vychází z obecné úpravy právnických osob.

### Správní rada
Správní rada vykonává vše, co není svěřeno jiným orgánům nadace či nadačního fondu. Má minimálně tři členy (počet členů nemusí být dělitelný třemi), funkční období je pětileté, nestanoví-li nadační listina jinak. Členem správní rady může být i právnická osoba.

### Revizor
Revizorem může být i právnická osoba. Funkční období revizora je pětileté, nestanoví-li nadační listina jinak; je-li revizorem právnická osoba, může být zvolena na dobu neurčitou. Revizora volí a odvolává správní rada.

## Zrušení, zánik a změna nadačního fondu
- Rozhodnutím správní rady: Není-li trvale možné, aby nadační fond nadále plnil svůj účel, rozhodne správní rada o zrušení nadačního fondu s likvidací a zvolí likvidátora.[9]
- Dosažením účelu nadačního fondu: Bylo-li dosaženo účelu, pro který byl nadační fond založen, je zrušen a správní rada má povinnost zvolit likvidátora.[10]
- Uplynutím doby: Zakladatel může v zakladatelském právním jednání omezit dobu trvání nadačního fondu na určitou dobu; dojde-li k jejímu uplynutí, nadační fond se zrušuje.[11]
- Rozhodnutím soudu: Ke zrušení nadačního fondu může dojít v zákonem stanovených případech  i nuceně - konstitutivním rozhodnutím soudu.[12]
- Změna právní formy na nadaci: Při změně právní formy se nadační fond neruší ani nezaniká, pouze se mění jeho právní poměry.[13][3]